# Leonurus japonicus
Leonurus japonicus är en kransblommig växtart som beskrevs av Maarten Willem Houttuyn. Leonurus japonicus ingår i släktet hjärtstillor, och familjen kransblommiga växter. Inga underarter finns listade i Catalogue of Life.

## Bildgalleri

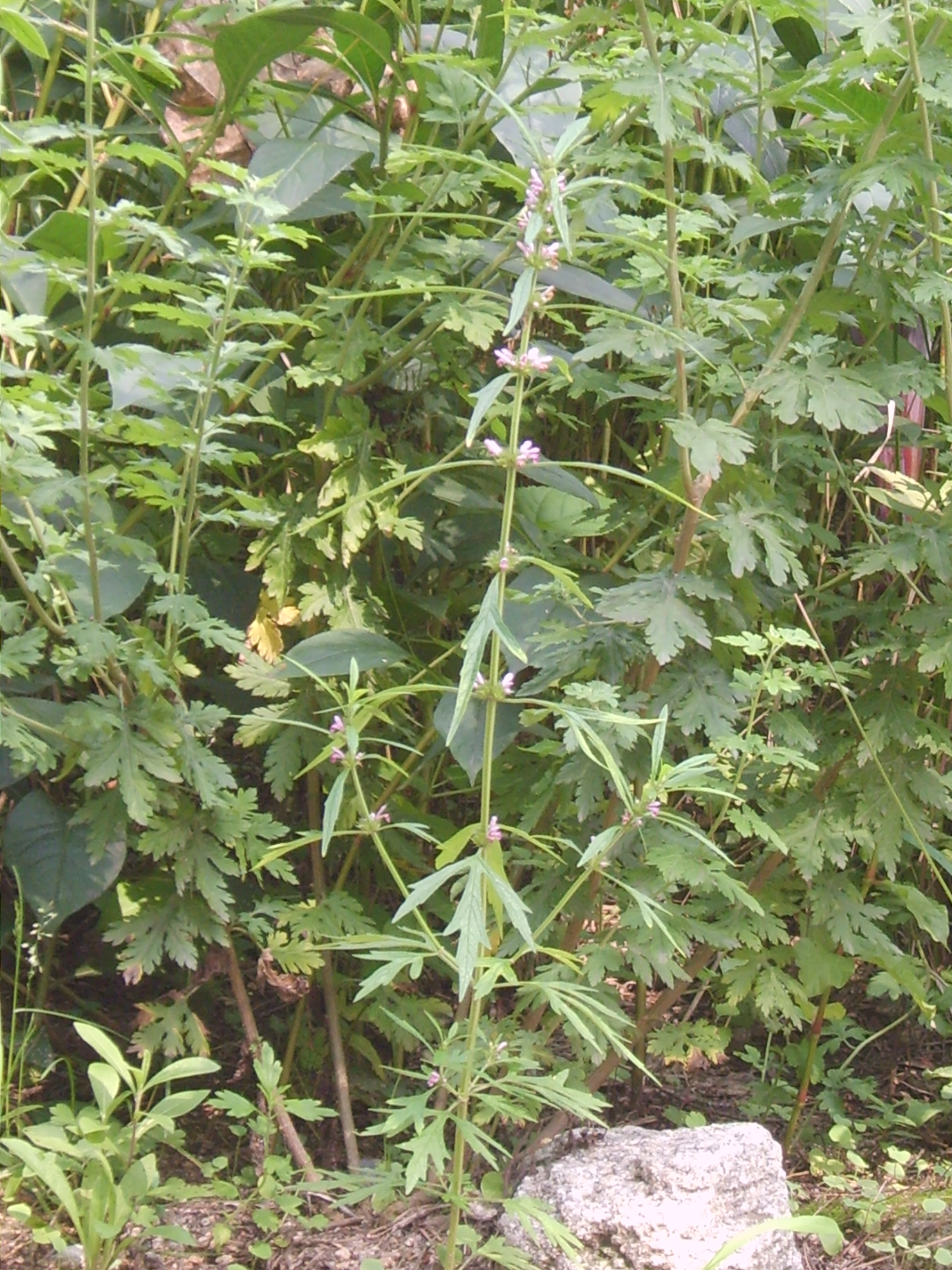
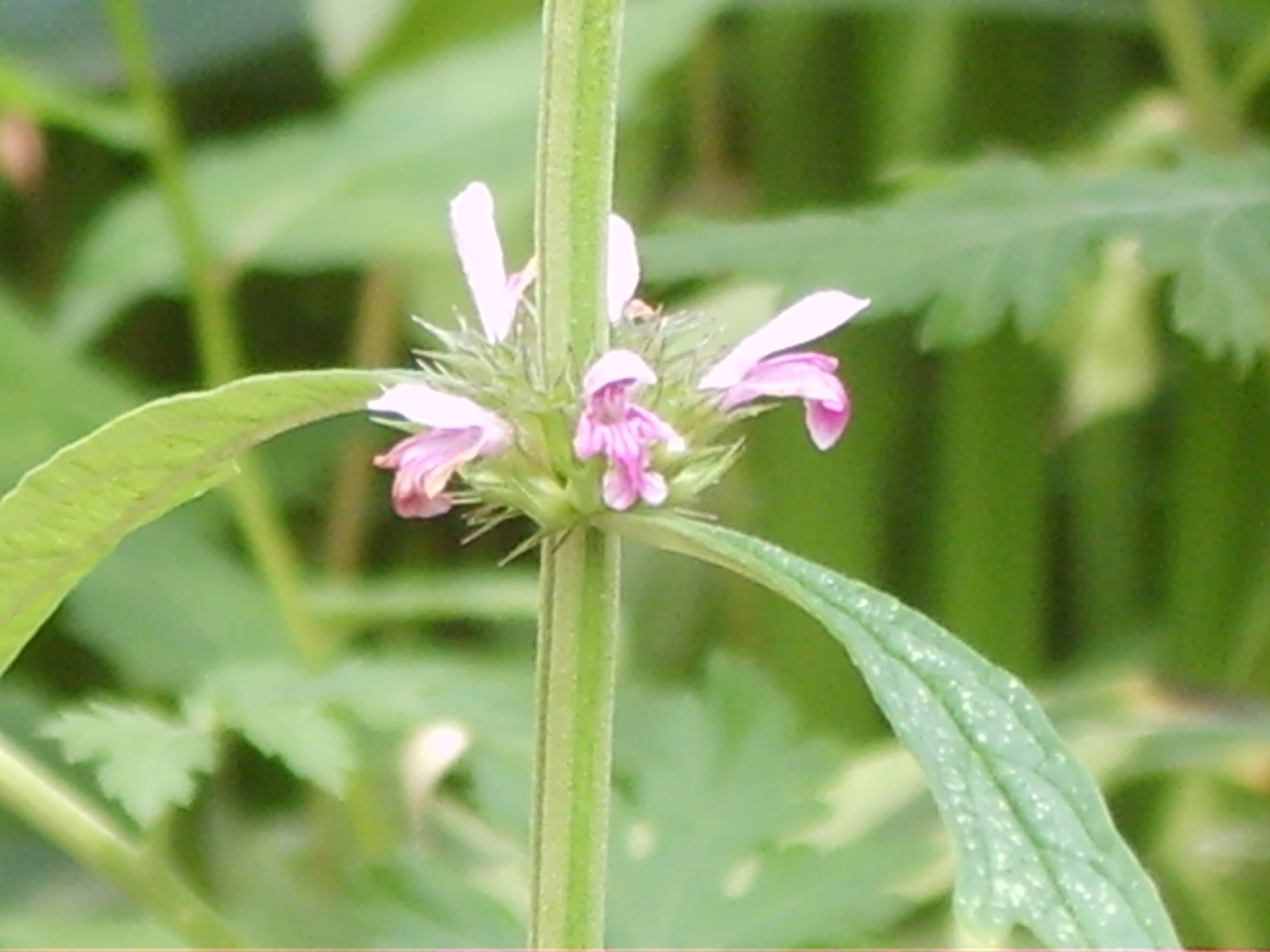